# Номер Європейського Співтовариства
Номер Європейського Співтовариства (номер EC) — це унікальний семизначний ідентифікатор, який був присвоєний речовин для нормативних цілей в рамках Європейського Союзу Європейською Комісією. Інвентаризація ЄС складається з трьох окремих описів, EINECS, ELINCS і список NLP.

## Структура
Число EC може бути записано в загальному вигляді як: NNN-NNN-R, де R — контрольна цифра, а N — цілі числа. Контрольна цифра обчислюється з використанням способу ISBN. Відповідно до цього методу, контрольне число R є наступною суми по модулю 11:
{\displaystyle R=(N_{1}+2N_{2}+3N_{3}+4N_{4}+5N_{5}+6N_{6})\mod 11}
Якщо залишок R дорівнює 10, що ця комбінація цифр не використовується для номера EC. Наприклад, номер EC для дексаметазону: 200-003-9. N1 це 2, N2-N5 — 0, N6 становить 3.
{\displaystyle {\frac {2+2\!\times \!0+3\!\times \!0+4\!\times \!0+5\!\times \!0+6\!\times \!3}{11}}={\frac {20}{11}}=1+{\frac {9}{11}}}
Залишок 9, і є контрольною цифрою.
Є набір з 181 номерів ELINCS (номери EC, починаючи з 4), для яких контрольна сума за вищеописаним алгоритмом становить 10 і номер не був пропущений, але видається контрольна сума 1.

## Інвентаризація EC
Інвентаризація ЄС включає речовини у наступних інвентаризаційних відомостях. Зміст цих запасів є фіксованим і офіційним.
| Інвентаризація                                                       | Область | Формат                | Немає. записів (якщо фіксований немає. записів) |
| -------------------------------------------------------------------- | --- | --------------------- | ----------------------------------------------- |
| Європейський перелік існуючих комерційних хімічних речовини (einecs) | Речовин, крім полімерів, які були записані у продажу в ЄС з 1 січня 1971 року по 18 вересня 1981 року. були зареєстровані у відповідності зі статтею 8(1) з небезпечними речовинами (67/548/ЕЕС). Вони вважаються фази речовин у рамках Регламенту Reach. | 2хх-XXX-х 3 * Х-XXX-х | 100,102                                         |
| Європейський перелік зареєстрованих хімічних речовин (ELINCS)        | Речовин буде повідомлено, під небезпечними речовинами Директива повідомлення про нових речовин (NONS), який став комерційно доступний після 18 вересня 1981 року.[джерело?] | 4хх-XXX-х             | 4,381                                           |
| Більше не полімери (НЛП)                                             | Визначення полімерів був змінений у квітні 1992 року у результаті чого речовини, які раніше вважалися полімерів, більше не розглядається як полімери. Отже, список, називається NLP-список (більше не полімери), був зроблений з такої речовини, які не покриваються полімерною визначення, але були розміщені на ринку між після 18 вересня 1981 року і 31 жовтня 1993 року. | 5xx-XXX-х             | 703                                             |

## Номер списку
Європейське агентство хімічних речовин (ECHA) також застосовує формат номера EC для того, що воно називає «номер списку». Ці номери призначаються згідно з Регламентом REACH без юридичного визнання. Отже, вони не є офіційними, оскільки вони не були опубліковані в офіційному журналі Європейського Союзу. Список номерів — це лише адміністративні інструменти і не повинні використовуватися для офіційних цілей.
| Область | Формат    |
| --- | --------- |
| Автоматично призначений, наприклад, для попередньої реєстрації речовини із номером CAS                                                                                          | 6хх-xxx-х |
| Віднесені до речовин після запитів, отриманих від Команди ECHA Substance ID | 7xx-xxx-х |
| Автоматично призначається речовинам, ідентифікованим лише з CAS № (продовження серії 6xx-xxx-x).                                                                                | 8хх-xxx-х |
| Автоматично призначений, наприклад, для попереднього реєстрації без номера CAS чи іншого числового ідентифікатора (включно із реакційними масами для більш ніж однієї речовини) | 9xx-xxx-х |